# Йойкю Карайел
Йойкю Карайел (на турски: Öykü Karayel) е турска актриса.

## Биография
Йойкю Карайел завършва гимназия в Истанбул и по-късно изучава актьорство в същия град. Най-успешната ѝ роля е в сериала „Север Юг“. Снимките започват през 2011 г., когато все още следва в университета. Макар да е твърде млада, успява да спечели няколко награди като наградата „Ефес“ и отличие за млад талант.

## Филмография
| Година      | Филм                      |
| 2011 – 2013 | Север Юг                  |
| 2014 – 2015 | Черни пари и любов        |
| 2016        | Великолепният век: Кьосем |
| 2017        | Ударите на сърцето        |